# Essayfilm
Der Essayfilm (von französisch essai ‚Versuch‘) ist eine experimentelle Filmform zwischen den Filmgattungen Spielfilm und Dokumentarfilm, in welcher der Regisseur mit betont subjektiver Betrachtungsweise aus den Zwängen der Erzählmuster ausbricht. Der Essayfilm gilt daher als offenes Werk, das mit verteilter Aufmerksamkeit und Multiperspektivität auf der Suche nach Zusammenhängen eine künstlerische Freiheit beansprucht, die sich den Konventionen des Filmemachens entzieht. Dabei kommt dem Ton eine übergeordnete Bedeutung zu; häufig werden die freischweifenden Reflexionen durch einen Erzähler zusammengehalten. Charakteristisch für den Essayfilm ist weiterhin der Bruch mit den Prinzipien der Kohärenz, Kausalität und Kontinuität von Raum und Zeit und die Bildung von Bildmetaphern.

## Charakteristik
Der Essayfilm verdeutlicht in seiner Montage häufig die Assoziationen des Autors, indem er die „äußere Handlung in fragmentarische Vorstellungen, Eindrücke, Erinnerungen und bewusst manipulatorische Bildfügungen zerfallen lässt“. In Hartmut Bitomskys Das Kino und der Tod (1988) wird das Verglimmen einer Zigarette metaphorisch für einen sterbenden Menschen verwendet. Diese Analogie erzeugt ein neues „Spannungsverhältnis zwischen polaren Begriffspaaren“; etwa Mensch–Dinge, Natur–Kultur, Leben–Tod, Krieg–Frieden oder Erinnern–Vergessen. Als Gegensatz-Paar kommt auch Licht–Dunkelheit in Frage: In Derek Jarmans Film The Last of England (1987) gibt es „als Gegensatz zur optimistischen, ‚aufklärerischen‘ Vernunftsepoche und als Zeichen der Endzeit“ kein natürliches Licht, um den Erosionsprozess der englischen Kultur und die bevorstehende „Dunkelheit“ zu thematisieren. Bei diesen Parallelbildungen wird der Kuleschow-Effekt als Element des Essayfilms deutlich, der die Wirkung einer Szene vom Kontext abhängig macht, in dem sie gezeigt wird.
Der sprunghafte Rhythmus von Essayfilmen wird häufig durch die erklärende Stimme eines Erzählers aufgefangen, der in mit Briefen, Tagebüchern, erlebter Rede, innerem Monolog oder Bewusstseinsstrom das Visuelle unterstützt, sodass die Tonebene in ihrer Bedeutung mit der Bildebene gleichzieht. Die gezeigten Bilder sind in Anlehnung an den Kompilationsfilm oft Szenen aus bestehendem fiktiven oder dokumentarischen Archivmaterial und dienen als Beweisstücke oder Objet trouvés. Der realistische Charakter kann dabei durch den Film selbst ironisch aufgehoben oder verfremdet werden. In Sans soleil (1983) untersucht Regisseur Chris Marker die Begriffe Wirklichkeit, Beständigkeit und Vergessen in einem Prozess der Selbstfindung. Der meditative Film über die Natur menschlicher Erinnerung wird durch das selbstkritische Kommentieren von Lebensepisoden einer mit dem Regisseur identischen, fiktiven Figur in einer „eigentümlichen Schwebe zwischen Vergangenheit und Gegenwart gehalten“.

## Geschichte
Bereits in den Anfangsjahren des damals neuen Mediums Film lassen sich essayistische Stilmerkmale ausmachen: Der prädokumentarische Stil der Brüder Lumière im Kontrast zu den künstlichen Studioaufnahmen Edisons und den späteren Inszenierungen von Georges Méliès auch im Zusammenhang mit dem Kino der Attraktionen bot in den Übergängen Raum für den Essayfilm. Dessen subjektivistische Erzähl- und Reflexionsimpulse durchsetzten die großen Dokumentarfilme und deren vermeintlichen Abbildungsrealismus wie etwa in Walter Ruttmanns Film Berlin: Die Sinfonie der Großstadt (1927). Darin geht die Darstellung über die reine Tages-Chronologie hinaus; der Film illustriert „die innere Lebensform der Stadt, die Pathologie der Stadtbewohner ebenso wie deren Sehnsüchte“. Der Film erfüllt bereits die Anforderungen, die der deutsche Filmavantgardist Hans Richter später an den Essayfilm stellte: Unsichtbare Vorstellungen, Gedanken und Ideen sichtbar zu machen.
In den 1960er Jahren wurde der Essayfilm in Deutschland durch Alexander Kluge und Edgar Reitz wieder aktuell. Kluge führte mit Abschied von gestern (1966) die assoziative Montage ein und vermischt Dokumentarisches mit Inszenatorischem unter der „Regie“ des Erzählers, was in späteren Filmen Kluges wie Die Macht der Gefühle (1983) noch weiterentwickelt wurde. Im filmischen Wirken Godards sind ebenfalls Elemente des Essayfilms festzustellen, was sich in ungewöhnlichen Bildkonstellationen, Selbstreflexivität und Brüchen mit den herkömmlichen Abbildungsregeln des banalen Realismus ausdrückt. Weiterhin haben sich selbst überzeugte Dokumentarfilmer wie Joris Ivens der Essayform hingegeben. Ivens zuletzt in seinem Spätwerk Eine Geschichte über den Wind (1988), in dem der Fokus der Darstellung immer wieder auf dem Regisseur selbst liegt; dem greisen Mann im Angesicht des Todes, der in der Wüste auf den Wind wartet, als eindringliches Chiffre für die Unbedeutsamkeit des Menschen gegenüber der großen Natur.